# Franz Bernhöft

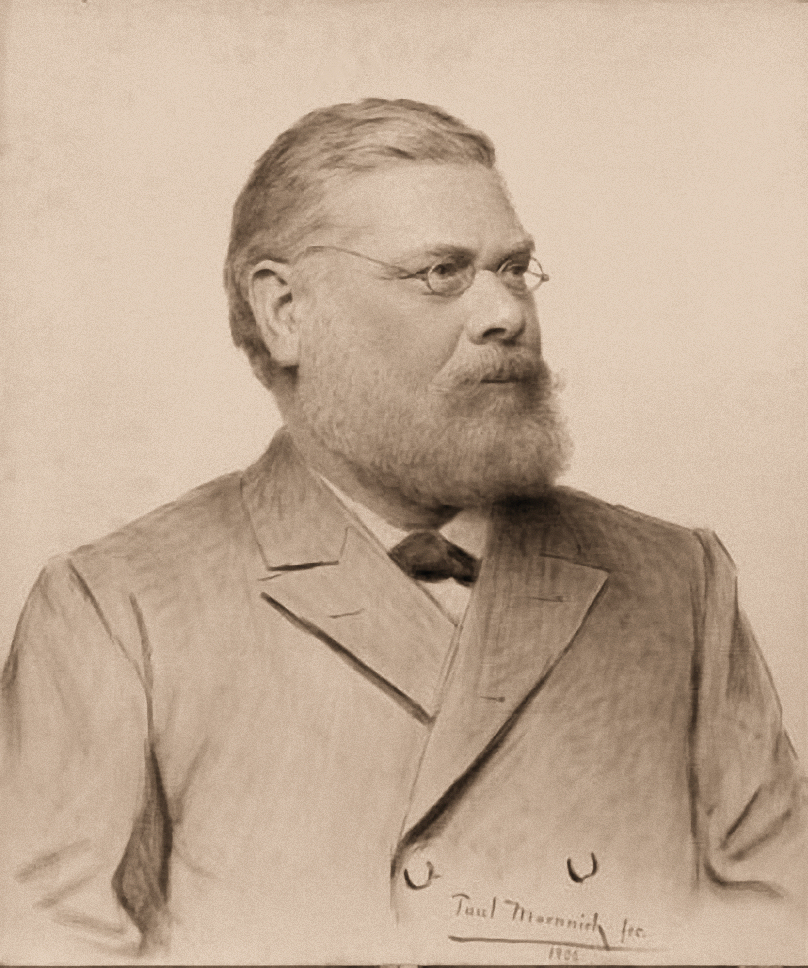
Franz Bernhöft, Ölzeichnung von Paul Moennich (1906)

Franz (Alwin Friedrich August) Bernhöft (* 25. Juni 1852 in Karlikow bei Lauenburg (Pommern); † 27. März 1933 in Rostock) war ein deutscher Rechtswissenschaftler und Hochschullehrer an der Universität Rostock.

## Leben
Der Sohn eines Gutsbesitzers studierte Rechtswissenschaften an den Universitäten Berlin, Würzburg und Greifswald, wo er zum Dr. jur. promoviert wurde. Er habilitierte sich 1875 bei Ernst Immanuel Bekker an der Universität Heidelberg für Römisches und Bürgerliches Recht. 1877 erhielt er einen Ruf an die Universität Rostock. 1889 wurde er deren Rektor. Er wurde 1922 emeritiert.
Seit 1879 war er verheiratet mit Martha Friederike Elise, geb. Hinrichsen. Das Paar hatte vier Kinder. Tochter Elisabeth Bernhöft gilt als erste Frau, die an der Universität Rostock immatrikuliert wurde. Bernhöfts Schwester Marie (1856–1938) war mit dem Rostocker Universitätsbibliothekar Adolf Hofmeister verheiratet.

## Werk
Bernhöfts Forschungsschwerpunkt wurde das römische und germanische Frührecht und die durch Sprachvergleichung und Ethnographie angeregte Rechtsvergleichung. Zusammen mit Georg Cohn und Josef Kohler gehörte er 1880 zu den Gründern der Zeitschrift für Vergleichende Rechtswissenschaft; mit J. Meyer gründete er 1895 das Jahrbuch der internationalen Vereinigung für vergleichende Rechtswissenschaft. Er veröffentlichte eine der ersten Gesamtdarstellungen des Bürgerlichen Gesetzbuches.

## Schriften
- Der Besitztitel im römischen Recht. 1875. Nachdruck: Hansebooks, Norderstedt 2016, ISBN 978-3-7433-2769-6 (120 S.).
- Staat und Recht der römischen Königszeit im Verhältnis zu verwandten Rechten. Ferdinand Enke, Stuttgart 1882 (252 S., Scan in der Google-Buchsuche).
- Die Inschrift von Gortyn. Übersetzt von Ferdinand Enke, Stuttgart 1886 (38 S., zum Stadtrecht von Gortys, Scan in der Google-Buchsuche).
- Kauf, Miethe und verwandte Verträge in dem Entwurfe eines bürgerlichen Gesetzbuches für das Deutsche Reich (= Beiträge zur Erläuterung und Beurtheilung des Entwurfes eines bürgerlichen Gesetzbuches für das Deutsche Reich. Heft 12). Guttentag, Berlin 1889 (74 S.). Nachdruck: Auvermann, 1974, ISBN 3-11-122895-9.
- Verwandtschaftsnamen und Eheformen der nordamerikanischen Volksstämme. Ein Beitrag zur Vorgeschichte der Ehe. Festschrift zum fünfzigjährigen Doktorjubiläum von Bernhard Windscheid am 22. Dezember 1888. Adler’s Erben, Rostock 1888 (66 S., eingeschränkte Vorschau in der Google-Buchsuche; zugleich als Sonderdruck erschienen).
- Frauenleben in der Vorzeit. Hinstorff, Wismar 1893 (78 S., Scan in der Google-Buchsuche).
- Zur Reform des Erbrechts. J. Guttentag, Berlin 1894 (139 S., Scan in der Google-Buchsuche).
- Das neue bürgerliche Recht in gemeinverständlicher Darstellung. 5 Bände. E. H. Moritz, Stuttgart 1902–1907, DNB 560009062.
- (Hrsg.) Aus Römischem und Bürgerlichem Recht. Festschrift E. I. Bekker. H. Böhlaus Nachfolger, Weimar 1907 (410 S., eingeschränkte Vorschau in der Google-Buchsuche auf den Nachdruck: Scientia-Verlag, Aalen 1970, ISBN 3-511-00669-4).